# Agassiz-Gletscher
Der Agassiz-Gletscher ist ein Talgletscher in der Eliaskette im Süden von Alaska (USA) sowie in geringen Teilen auf kanadischem Territorium. 
Er wurde von William Libbey, einem Teilnehmer der New-York-Times-Expedition im Jahre 1886, nach Louis Agassiz (1807–1873), einem schweizerisch-amerikanischen Naturforscher, benannt.

## Geografie
Das Nährgebiet des Agassiz-Gletschers befindet sich an der Südflanke vom Mount Malaspina nördlich der Grenze auf kanadischem Gebiet. Der 25 km lange Gletscher wird vom Newton-Gletscher gespeist. Der im Mittel drei Kilometer breite Gletscher strömt anfangs in südwestlicher Richtung, später in südöstlicher Richtung. Von Westen trifft der Libbey-Gletscher auf den Agassiz-Gletscher. Dieser geht schließlich in den Malaspinagletscher über, der schließlich in den Golf von Alaska mündet.